# Карлыханов, Николай Александрович
Николай Александрович Карлыханов (4 октября 1955, г. Шу (Чу), в Шуском районе,в Жамбыльской области Казахской ССР) — скульптор, член Санкт-Петербургского Союза художников России, почётный гражданин города Ломоносова (2007).

## Биография
Николай Александрович Карлыханов родился 4 октября 1955 года в городе Шу (ЧУ) Шуского районаЖамбыльской области Казахской ССР.
Среднюю школу окончил с золотой медалью. В 1978 году окончил Ташкентский театрально-художественный институт, отделение монументальной скульптуры. Среди его преподавателей были  А. К. Ахмедов и П. П. Челышев.
В 1984 году принят в Союз художников СССР, отмечен многочисленными наградами. Работы Николая Александровича находятся в Третьяковской галерее, государственном музее изобразительных искусств города Ташкент, в музеях Самарканда, Ургенча, Уфы, украшают города и частные коллекции в России и за рубежом. С 1995 года он живет в городе Ломоносове, является членом Санкт-Петербургского Союза художников России.
В 1995 году Николаю и Светлане Карлыхановым была передана в аренду усадьба, принадлежавшая известному российскому адмиралу и полярному исследователю Петру Федоровичу Анжу (1796—1869). Так появилась творческая мастерская «Дом Анжу».
С 2000 года на базе дома Анжу (Ораниенбаум) проводятся Международные симпозиумы по керамике.

## Творчество
- 2005 — воссоздание памятника «Петр I с малолетним Людовиком XV на руках» (Петергоф, Купеческая гавань Нижнего парка)[11][12][13];
- 2005 — скульптура «Даная»[14] в рамках проекта «Парк пленэрных (природных) скульптур» (Петергоф, Голицынский сквер)[15];
- 2007 — «Три кота» (Петергоф)[16][17];
- 2008 — сквер со скульптурами лягушек[18];
- 2010 — в микрорайоне Старого Петергофа «Уткина заводь» появилась зона отдыха со скульптурой «Рыбки» Николая Карлыханова.
- 2011 — автор памятника подарка города-побратима Оберурзеля на 300-летие города Ораниенбаума-Ломоносова «Утренняя звезда»[19];
- 2011-2013 — скульптура «Львёнок со львицей» в сквере на Львовской улице поселок Стрельна;
- 2014 — скульптура «Геолог»[20][21];
- 2015 — городская скульптура «Наблюдатель», посвященная писателю Николаю Шадрунову[22][23].
- 2015 — памятный знак 147-му пехотному Самарскому полку[24].
- 2016 — памятный знак книговеду, библиографу, писателю, уроженцу Ораниенбаума Н.А. Рубакину[25].

## Выставки
Принимал участие в групповых выставках в Австрии (Вена, 1985), Ираке (Багдад, 1988), СФРЮ (Любляна) и Италии (1989).

## Награды и звания
- 2007 — почётный гражданин города Ломоносова[1]
- 2008 — номинант III Национальной премии «Культурное наследие» в номинации «Владелец» за восстановление и создание культурно-просветительской мастерской в доме российского адмирала и полярного исследователя П. Ф. Анжу в г. Ломоносове[26];
- 2012 — почетный знак «За заботу о красоте города»[27];
- 2014 — Международная премия «Балтийская звезда» в номинации «За поддержку культуры»[28];
- 2015 — лауреат знака общественного признания «Красная ворона» в номинации «Искусство»[29][30].

## Семья
Жена — Светлана Валентиновна Карлыханова (род. 4 ноября 1951, Ташкент), художник.